# Yann Bonato
Yann Jean Claude Bonato (Cannes, Francia, 4 de marzo de 1972) es un  ex baloncestista francés. Con una altura de 2.01 cm su posición en la cancha era la de alero. 

## Clubes
- 1991-1993:  Olympique Antibes
- 1993-1995:  Paris Basket Racing
- 1995-1997:  Limoges CSP
- 1997-1998:  Victoria Libertas Pesaro
- 1998-1999:  Pallacanestro Reggiana
- 1999-2000:  Limoges CSP
- 2000-2003:  ASVEL Villeurbanne
- 2003-2004:  Limoges CSP

## Palmarés
- Campeón de Liga año 2000 con el Limoges CSP y 2002 con el ASVEL Villeurbanne.
- Copa de Francia año 2000 con el Limoges CSP.
- MVP de la Liga Francesa en 1995 y 1997.^
- Copa Korać: 1999-00